# سمكة حمراء
السمكة الحمراء باللاتينية le rouget هي سمكة من الفقاريات التي تملك هيكلا عظميا داخليا.

## الوصف
جسمها مغطى بقشور فضية رفيعة و لينة مُكونة من صفيحات صغيرة أصلها آدمي إنها تحمي جسم السمكة و تُسهل انزلاقها في الماء، حيث تحتفظ السمكة بنفس القشور طوال حياتها

### أجزاء السمكة
الجسم الذي تتميّز بها السمكة يسمح باختراقها للماء، نُميّز ثلاثة أجزاء بالجسم؛
٭ بنهاية الرأس نجد الفم يعلوه فُتحتان صغيرتان للأنف و اللّتان يقتصر دورهماعلى الشم فقط
يعلوه أعين مستديرة ليس لها جفون بالخلف يوجد فتحتان للسّمع يُخفيهما صفيحتان متحركتان، غطاء الخياشيم.
ملاحظة
لا يُغطي الرأس قشور و إنمادرع0
٭ الجذع يحمل زعانف مزدوجة صدرية و حوضية تقوم بالدفع و التوقف و توجد زعنفة واحدة ظهرية 0 تتكون كل زعنفة من ثنية جلدية تُقويها أعواد عظمية رخوة غير شائكة 0 تنثني و تُفتح كمروحة 0
٭ ينتهي الجذع بحلمة صغيرة هي فتحة شرية تناسلية و بولية في موضع بطني 0
```
٭‌ الذيل به زعنفتان فرديتان، هما؛
```

1ـ زعنفة شَرَجية خلف الحلمة المفرغة 0
2ـ زعنفة ذيلية نهائية تقوم بالدفع و مكونة من فصين متشابهين0
'الغذاء
تتغذى السمكة على كل شيء من أعشاب، حبوب، ديدان و يرقات إلى فضلات الحيوانات.
'التنفس'
يتنفس الحيوان بواسطة 4 أزواج من الخياشيم٬ حيث يدخل الماء عن طريق الفم لِيعبُر تجاويف الفك البلعومية و يخرج من الأذن0
ملاحظة
تُغمر الخياشيم بالماء ليتم تبادل الغازات0
'التكاثر'
تكون عملية التخصيب خارجية حيث يخرج من كل بيضة بُلعوط0

[دار المعرفة المعرفة]
دار المعرفة الوصلة